# Lied vom Kindsein
Das Lied vom Kindsein ist ein Gedicht von Peter Handke.
Es wurde 1986 für den Film Der Himmel über Berlin von Wim Wenders geschrieben, der das Kindsein als utopischen Idealzustand der Menschen andeutet.

## Aufbau und Entstehung
Das Lied vom Kindsein hat vier Strophen, die jeweils mit dem Vers beginnen „Als das Kind Kind war“. Wichtiges Bauprinzip des Gedichts ist die paradigmatische Reihung, die auch die Duineser Elegien (1923) von Rainer Maria Rilke bestimmt. Der Leser muss in ihnen die einzelnen Aspekte selbst zusammenfügen.
Peter Handke schrieb das Gedicht wie auch Prolog für eine Liebe und Anrufung der Welt in erster Linie für den Film nach einem Gespräch mit Wenders. Handke fühlte sich 1986 ausgeschrieben und konnte daher nur Teile für den Film liefern und kein Erzählgerüst oder Drehbuch im traditionellen Sinne. Die Gedichte entstanden in einem Prozess, durch den das Werk eines Autors in die Literatur eingeht, ohne die traditionellen Stationen des literarischen Werdegangs in Buchform zu durchlaufen. Sie wurden nie in einem Buch oder als eigenständiges Werk veröffentlicht. Aber auch das Filmbuch enthält die Gedichte nicht vollständig. Es ist also Literatur, die weder der Konzeption der Papierform von Gedichten entspricht und den traditionellen Literaturbegriff erfüllt, noch entstand sie in filmischer Schreibweise.
Der Schritt einer Transformation vom Gedicht zum Film lässt sich nicht allein mit einer literaturwissenschaftlichen Auffassung von Lyrik verstehen und muss davon unterschieden werden.
Handkes Texte hängen häufig mit dem Grundgedanken einer Verschmelzung von Leben und Kunst zusammen, wie ihn die Wiener Gruppe und die Grazer Gruppe angestrebt haben. Dazu gehören unter anderem Sprach-Happenings, Collagen, poetische Demonstrationen und visuelle Texte. Das Lied vom Kindsein und die Texte für Himmel über Berlin sind ein Hinweis auf seinen Versuch, vorhandene literarische und filmische Muster zu überwinden. Der Film bringt zugleich die literarischen Ansprüche einer neuen Generation von Schriftstellern zur Geltung, die nicht länger an traditionellen Mitteln festhalten wollen.
Möglich ist, dass eine Stelle im 1. Brief des Paulus an die Korinther Handke zu dem Gedicht inspiriert hat: „Da ich ein Kind war, da redete ich wie ein Kind und war klug wie ein Kind und hatte kindische Anschläge; da ich aber ein Mann ward, tat ich ab, was kindisch war.“ Das Grundthema des Wandels des Kindes zum Erwachsenen wird aufgegriffen, aber verändert. In Handkes Notizbuch findet sich der Anfang des Gedichts zunächst in der ersten Person („Als ich ein Kind war“) und wurde später in die allgemeine Form „Als das Kind Kind war“ geändert.

## Allgemeine Aspekte
Das Gedicht fragt zum einen nach den Bedingungen menschlichen Daseins und seiner Kategorien. Zum anderen beschreibt es nicht direkt die Erfahrung der Erinnerung an die Kindheit und stellt diese Erfahrung dar, sondern es liefert einen poetischen Ausdruck des Gefühls, das die Erinnerungen an die Kindheit begleitet. Es zeigt die lebendige Kraft, die diese Erinnerungen besitzen.
Es steht in einer sinnbildlichen, barocken Tradition als Rätsel und wirft Fragen auf, die existenzphilosophische Themen aus der Metaphysik und Moralphilosophie sind. Der Beginn des Films, in dem das Gedicht erscheint, ist mit dem Kindheitsideal zugleich aber auch der Romantik in der Tradition von E. T. A. Hoffmann und Wilhelm Hauff verpflichtet.
Das Staunen hat im Lied vom Kindsein den hohen Stellenwert, den es seit Platon und Aristoteles bis in die moderne Philosophie behalten hat. Thema sind Grundfragen der Existenz und die „Kinderfragen“, wie sie der Philosoph Ernst Bloch nennt. Diese Kinderfragen sind Grundfragen der Metaphysik wie zum Beispiel „Warum ist etwas und nicht nichts?“, die auch den Philosophen Martin Heidegger beschäftigten, auf dessen Philosophie Handke sich oft bezog, und sind ein Thema des Gedichts. Auf eine Lebensweise, die mehr vom Staunen als vom Wissen gekennzeichnet ist, legte auch der Philosoph Jacques Derrida großen Wert, nach dessen Auffassung es die Ansicht von sicherem Wissen entmachtet. Das Staunen öffnet nach Derrida Möglichkeiten für die Ansicht, dass die Differenz, obwohl sie gar nicht ist, sich in Sprache und Denken auswirkt. In Derridas Denken hat das Staunen auch eine ethische Dimension, er plädiert für die unvoreingenommene Hinwendung zu jedem einzelnen Menschen und jedem einzelnen Phänomen, selbst wenn klar sei, dass vollkommen unvoreingenommene Wahrnehmung unmöglich ist. Das Kindheitsideal kann daher auch als Dekonstruktion des Mythos von der metaphysischen Kompetenz der Menschen überhaupt verstanden werden.
Das Lied vom Kindsein versucht, die Gegenwart als Ergebnis einer individuellen Vergangenheit und Zukunft zu begreifen. Schon im ersten Vers zeigt sich temporale Widersprüchlichkeit darin, dass ein Kind Kind war, also keines mehr ist. Dadurch wird eine Paradoxie hervorgerufen.

## Kindheit bei Peter Handke
Die Kindheit als Thema spielt in Handkes Werk insgesamt eine Rolle. Auch im Lied vom Kindsein finden sich intertextuelle Verweise auf das Werk Handkes, wie zum Beispiel auf Kindergeschichte (1981). Handke bezog sich in seinem Werk auch auf Rainer Maria Rilkes Beschäftigung mit dem Kindsein, wie etwa in Handkes Die Stunde der wahren Empfindung (1975), das Beziehungen zu Rilkes Roman Die Aufzeichnungen des Malte Laurids Brigge (1910) aufweist, in dem es auch um die Daseinsangst geht, die sich zum ersten Mal und zeitlich lange vor ihrer existenzphilosophischen Ergründung als eine Grundstimmung des Jahrhunderts zeigt. Der Protagonist in Die Aufzeichnungen des Malte Laurids Brigge „lernt sehen“ durch Rückgriff auf seine Kindheit, dringt unter die Oberfläche der Erscheinungen und enthüllt die Innenseite der Dinge (zum Beispiel an einer stehengebliebenen Mauer einer Ruine), weil er sich im „Fühlen“ des Beobachteten innerlich mit dem Beobachteten identifiziert. Zugleich erschließt sich ihm sein eigenes Inneres, aus dem dann „Verlorenes aus der Kindheit“ hervordrängt. Diese Erfahrungen zeigen ein gewohnte Zeitfolgen verneinendes Zeitverhältnis, eine gleichzeitige Präsenz von Vergangenheit, Gegenwart und Zukunft. Das erinnerte Kindsein bleibt für Rilke also „eine unendliche Realität“ und soll in der Gegenwart durch erzählende und reflektierende Vergegenwärtigung innerlich geleistet werden.
Erinnerung bei Handke
Im Zusammenhang mit dem Thema der Kindheit in Handkes Werk kommt der Erinnerung Bedeutung zu.
Erinnerung als ein plötzlicher, unverhoffter Durchblick auf ein ganz Anderes zum Gewohnten fasst Handke wie Marcel Proust in Auf der Suche nach der verlorenen Zeit und auch James Joyce als Weg zu einer Epiphanie auf, die im Zusammenhang mit der modernen Literatur verstanden werden muss als plötzlich eintretendes geistiges Erlebnis, das eine Einsicht in eine unbekannte Welt ermöglicht. Im Erinnern liegt eine existenzielle, aber auch eine ästhetische Verheißung. Die unwillkürliche Erinnerung bei Proust als Kriterium der Wahrheit und innere Wirklichkeit hat auch einen Aspekt der Transzendenz, der auch für Handkes Werk gilt. Für Handke sind Innenwelt und Erinnerung aber nur Durchgangsstationen hin zu einer Epiphanie.
In den 1970er Jahren schrieb Handke direkt nach Notizen zu Heidegger in sein Notizbuch, wie ein Geschmackserlebnis ähnlich wie bei Auf der Suche nach der verlorenen Zeit Erinnerungen auslöste. Aber auch die Erinnerungen und die Details der Umgebung können ihm das plötzliche Erlebnis der Weltoffenheit nicht erklären. Die Beschreibungen der Dinge selbst sind für Handke bereits der Ausdruck der Weltoffenheit. Diese freischwebende Aufmerksamkeit nimmt vergangene und gegenwärtige Dinge zugleich wahr und reflektiert dabei das Erstaunliche ihrer Existenz. Die Intuition und die Erinnerung führen für Handke wie für Heidegger also, im Gegensatz zu den Auffassungen von Proust und Joyce, ins Sein und nicht in private Gedächtnisräume des eigenen Ich. Im Zentrum steht bei Handke der Erlebnisgegenstand selbst und nicht die Innerlichkeit wie bei Proust. Erinnerungen sind ontologische Visionen und keine biographischen Rekonstruktionen. Raum und Zeit sind für Handke dann im Erinnern außer Kraft.
Von Bedeutung für Handkes Verständnis von Epiphanie und Erinnerung ist auch Hugo von Hofmannsthals Ein Brief. An die Stelle eines bedeutungslosen Nichts tritt bei Handke wie für Hofmannsthal die Aura der Hoffnung. Zum Beispiel beschreibt Handke wie Hofmannsthal eine Erfahrung, als bestünde der Körper aus lauter Chiffren.
Parallelen zur Auffassung Handkes finden sich bei Robert Musil. Wie Musil verwahrt Handke sich gegen eine hilflose Zeitgenossenschaft, gegen ein Ergeben in ein Mitmachen der Jahrhunderte. Die Epiphanie öffnet das Wirkliche und offenbart Offenheit und Möglichkeit.
Kindheit und das Motiv der Erzählung
Das Motiv des Kindseins wird im Film aber auch mit dem Motiv der Erzählung in Verbindung gebracht. Die Figur des Homer ist Erzähler, Vorsänger und Erinnerungsforscher auf der Suche nach der verlorenen Zeit, der im Film den Beginn der Ilias von Homer abwandelt. Er steht für den Bedeutungs- und Autoritätsverlust des Erzählers in der Moderne. Zwischen dem Lied vom Kindsein und den Gedanken Homers gibt es Ähnlichkeiten. Homers Gedanken deuten sowohl ein metaphysisches, als auch ein dekonstruktives Verständnis der Kindheit an. Homer sagt in einer Szene des Films: „Und hat die Menschheit einmal ihren Erzähler verloren, so hat sie auch ihre Kindschaft verloren.“ Homer kann das Kindheitsideal der Offenheit und der Unvoreingenommenheit allerdings selbst nicht vollständig einlösen. Die Aporie, die sich im Ideal der Kindheit zeigt, kennzeichnet also auch Homers Verhältnis zur Kindschaft. Homer versucht zwar, das Kindheitsideal und den zugleich unbestimmbaren Zustand zu erreichen. Indem er aber glaubt, diesen Zustand in den Kategorien seines Denkens erreichen zu können, verfehlt er ihn.
Kindheit und Schrift
Handkes Werk wird oft als dichterische Umsetzung der Philosophie Martin Heideggers interpretiert. Dem Germanisten Ulrich von Bülow zufolge beschäftigte sich Handke jedoch nicht intensiv mit Heideggers Sein und Zeit, aber mit dem Begriff des Wohnens in Dichterisch wohnet der Mensch und stellte sich in eine Linie zu Friedrich Hölderlin, auf den sich auch Heidegger berief. Heidegger unterschied zwei Arten zu Denken: das rechnende Denken, das plant und forscht einerseits, und andererseits das besinnliche Denken, das über den Sinn nachdenkt, der in den Dingen liegt und sie jenseits ihres praktischen Werts oder wissenschaftlicher Fragen betrachtet. Nach Heideggers Auffassung legt die Wissenschaft ihre Gegenstände zwar auf neutrale und gleichförmige Raum- und Zeit-Stellen fest, aber die Dinge prägen den sie umgebenden Raum. Das Verhältnis des Menschen zu den Dingen beschreibt Heidegger mit dem Begriff des „Wohnens“. Zu diesen Dingen gehören nach Heidegger unter anderem Himmel und Erde. Die analytische Form der denkenden Weltaneignung erklärte Handke in Beschäftigung mit Heidegger ebenfalls für unzureichend und plädierte für eine Anschauung, die bei den Dingen beginnt. Diese Tradition der Dingverbundenheit reicht in der Literatur von Johann Wolfgang von Goethe bis zu Rilke, aber Handke aktualisiert sie in seinem Werk. Das Lied vom Kindsein erinnert neben Bezügen zu Rilke auch an Hölderlin und seine Konzeption von Kindheit.
Eine Linie vom Thema der Schrift zu dem der Kindheit zieht Handke ausdrücklich selbst. Seine Schriftmystik wird in der Rezeption häufig auf die Daseinsanalyse Heideggers bezogen. Die Vereinigung des Schreibenden mit der Welt verspricht eine Heilung des von Heidegger diagnostizierten „ontologischen Risses“. In den 1980er Jahren griff Handke immer wieder einen Satz von Heidegger auf: „Der Mensch spricht, insofern er der Sprache entspricht.“ Indem der Schreibende die richtigen Worte für die Dinge findet, verschwindet nach Handke auch der Strukturalismus mit seiner Beliebigkeit der Zeichen, den Handke fürchtete. Laut der Germanistin Susanne Niemuth-Engelmann kehrt dieser mystische Sprachbegriff Handkes die Auffassung des Philosophen Ludwig Wittgenstein um. Im Gegensatz zur Meinung Wittgensteins gibt es nach Handkes Auffassung festgesetzte Wörter, die für eine bestimmte Sache vorgesehen sind. Diese Wörter muss der dichtende Mensch finden. Handkes Bestimmung der „Schrift“ und der „Erzählung“ erschafft in diesem Zusammenhang erst ihren Weltbezug. Der Kindheit wächst im Weltbezug ihre besondere Qualität erst aus der „erzählenden“ Betrachtung des Erwachsenen zu, andererseits gibt die Erzählung vor, die Kindheit nur zu „bergen“. Das Kind hat für ihn Erfahrungsmöglichkeiten, die noch nicht begrifflich präformiert sind. Sie liegen besonders im begrifflosen, nichtanalytischen Sehen. Gelingt es dem Erwachsenen, an der Sicht des Kindes teilzuhaben, so weitet sich nach Handke das „Leben ins Epische“.
Mit dem Schreiben verbindet sich für Handke das Erzählen und das Thema der Erinnerung als Wiederholung, wobei er sich auf Søren Kierkegaards Konzept der Wiederholung bezieht. Schreiben fasst Handke als transzendenten Akt sinnstiftender Vergegenwärtigung auf. Transzendent ist das Schreiben für ihn deshalb, weil der Schrift eine letztlich unbegründete und unbegründbare Autorität zukommt. Die Moderne, die kein verbindliches Wertsystem mehr kennzeichnet, ist auf die Sinnproduktion durch Zeichen im jeweiligen Zusammenhang angewiesen. Die optisch-visionär mitteilende Schrift ist schon für Handkes Roman Die Wiederholung (1986) von Bedeutung.
Kindheit und Geschichte
Kindheit als archaisches Gegenglück fungiert bei Handke auch als mythischer Gegenbegriff zu Geschichte als linearem Zeitablauf. Er möchte der Geschichte abschwören: In Kindergeschichte werden „jene Seins-Nichtse, die für ihren Lebenslauf die Geschichte brauchen“ verwünscht. Hier sind Bezüge auf den Begriff des Man bei Heidegger klar erkennbar. Das Thema Kindheit und Geschichte wird bei Handke zu einer Idee einer mythischen und zyklischen Geschichtlichkeit, im Kind erscheint auch die Wirklichkeit einer „anderen Geschichte“, die immer gleiche Geschichte einfacher, aber beinahe heiliger Dinge. Die Zeit des Kindes, so Handke, sei die „wirkliche Zeit“.
Handke möchte außerdem poetische Phantasie mit einer Philosophie der Moral verbinden, womit er sich bewusst dem Hauptstrom der zeitgenössischen Literatur entgegenstellt. Wie die Germanistin Anna Kinder anmerkt, setzt er schon seit der Mitte der 1960er Jahre auf die Veränderungskraft der Sprache und die Möglichkeit, mit und durch Sprache das Leben und die Wirklichkeit verwandeln zu können.
Aus theologischer Sicht zeigt das Gedicht die Immanenz der Transzendenz und die Alltagspräsenz des Heiligen. Die Strophen des Gedichts markieren so verstanden auch die Stufen der Verwandlungen des Engels Damiel. Zu Beginn war das Kind einfach da. Die Zweite Strophe ist schon die Urfrage nach dem Ursprung.
Besonders die ersten beiden Strophen werden häufig genannt und interpretiert.

## Erste Strophe
Die erste Strophe zeigt den frühen Zustand des Kindseins.
Als das Kind Kind war,

ging es mit hängenden Armen,

wollte der Bach sei ein Fluß,

der Fluß sei ein Strom,

und diese Pfütze das Meer.

Als das Kind Kind war,

wußte es nicht, daß es Kind war,

alles war ihm beseelt,

und alle Seelen waren eins.

[...]

und machte kein Gesicht beim fotografieren.
(Auszug aus: Lied vom Kindsein)
Hier werden Gedanken an eine ursprüngliche und metaphysisch begründete Einheit der Vergangenheit hervorgerufen. Es zeigen sich aber auch Widersprüche zum metaphysischen Verständnis: Die Einheit und unmittelbare Selbstpräsenz des Subjekts erweist sich als unbewusste und unbestimmte Vermengtheit, in der es keinen Unterschied zwischen zwei verschiedenen Subjekten gibt. Alle Seelen waren dem Kind eins. Der Zustand des Kindseins wird als unbestimmt und beinahe eigenschaftslos beschrieben. Die erste Strophe wird auch als ein Zustand vor dem Sündenfall beschrieben.
Von Handkes Mythos der Kindheit werden im Gedicht schon in der ersten Strophe viele Bestandteile deutlich:
In Zeile 1 („Als das Kind Kind war“) wird das Wort „Kind“ durch seine Verdopplung, also eine Betonung durch das Stilmittel Totum pro parte, zunächst semantisch aufgeladen.
Durch die zweite Zeile, „ging es mit hängenden Armen“, (aber auch durch Zeile 13–15 „saß oft im Schneidersitz, lief aus dem Stand, hatte einen Wirbel im Haar“) wird die Wahrnehmung von Banalem und Alltäglichem gleichgeordnet einbezogen und damit die kindliche Perspektive vom Standpunkt des Gedichts aus in gewisser Weise selbst eingenommen. Ein Paradigma Handkes poetologischen Konzeptes ist ein Konzept vom Alltag, mit dem er sich direkt auf den von ihm bewunderten Goethe und dessen Werk bezieht.
Die Zeilen 3–5, „wollte der Bach sei ein Fluß, der Fluß sei ein Strom, und diese Pfütze das Meer“, beschreiben den Widerstand gegen eine Auffassung der Wirklichkeit, die Anspruch auf alleinige Geltung erhebt. Sie thematisieren ein Vertrauen in die Kraft der Vorstellung und die Sphäre des Scheins.
Zeilen 6–7, „Als das Kind Kind war, wußte es nicht, daß es Kind war“, beschreiben, wie die Kindheit als vorreflexiver Zustand begriffen wird.
In den Zeilen 8–9, „alles war ihm beseelt, und alle Seelen waren eins“, wird das Fehlen des von Heidegger diagnostizierten „ontologischen Risses“ zwischen Ich und Welt thematisiert.
Die elfte Zeile, „Als das Kind Kind war, hatte es von nichts eine Meinung“, spricht die Unberührtheit von der Haltung gegenüber der Welt an und bezieht sich auf Heideggers Philosophie, die mit dem Begriff Man die Haltung des Ichs zu den anderen, also auch die „öffentliche Meinung“ beschreibt.
Spontaneität, wie sie in Zeile 14, „lief aus dem Stand“, angesprochen wird, ist in Handkes Texten häufig Träger von Ästhetik und Wahrheit.
In der 16. Zeile („und machte kein Gesicht beim fotografieren“) wird Unbefangenheit angesprochen und die Freiheit von reflexiver Selbstkontrolle, die in Handkes Auffassung eine Rolle spielen. Er kommentierte diese Themen bereits in einem früheren Essay über Heinrich von Kleists Über das Marionettentheater. Fast alle Texte Handkes zeigen eine solche Rationalitätskritik im Sinne von Kleist vor dem Hintergrund einer Auseinandersetzung mit den Antinomien von Unschuld und Erfahrung, Unbewusstem und Absicht, Originalität und Nachahmung.

## Zweite Strophe
Die zweite Strophe thematisiert die Veränderungen des Kindes durch die ersten großen Fragen. Beschrieben wird hier die psychische Entwicklung der kindlichen Identität und die Ich-Bildung.
Als das Kind Kind war,

war es die Zeit der folgenden Fragen:

Warum bin ich ich und warum nicht du?

Warum bin ich hier und warum nicht dort?

Wann begann die Zeit und wo endet der Raum?

Ist das Leben unter der Sonne nicht bloß ein Traum?

Ist was ich sehe und höre und rieche

nicht bloß der Schein einer Welt vor der Welt?

Gibt es tatsächlich das Böse und Leute,

die wirklich die Bösen sind?

Wie kann es sein, daß ich, der ich bin,

bevor ich wurde, nicht war,
(Auszug aus: Lied vom Kindsein)
Exemplarisch belegt die zweite Strophe aber auch, dass Handkes Blick zugleich die Perspektive eines Erwachsenen bleibt. Die Fragen des Kindes sind zugleich philosophische Fragen. Sie erinnert daher auch an Nur zwei Dinge von Gottfried Benn, in dem die „ewige Frage: wozu?“ gestellt und als „Kinderfrage“ bezeichnet wird. Die persönliche Identität wird in der zweiten Strophe direkt mit dem Ort und der Geographie verbunden und die Möglichkeit suggeriert, Ort und Identität zu verschieben. Die nicht notwendige Natur solcher Unterscheidungen, wenigstens aus der Perspektive eines Kindes, wird angesprochen. Diese Verse werden in der Rezeption auch interpretiert im Zusammenhang mit Fragen nach Nationalstaaten und der Berliner Mauer.
Im Zusammenhang mit der zweiten Strophe legen die im Film öfter wiederholten Worte „Als das Kind Kind war ...“ aber auch die Überzeugung nahe, dass auch die Erwachsenen von ihrem Wesen her immer noch Kinder sind, die sich nur von ihrem ursprünglichen Zustand entfernt haben. Mit dieser Bestimmung als Kinder wird den Menschen jedoch kein feststehender Wesenskern zugesprochen. Vielmehr wird der Begriff des Wesens durch die Verbindung mit der unbestimmten Kindheit erschüttert. Unterstützt wird diese Verunsicherung von der kindlichen Art des Denkens, das alle Sicherheit und alle Kategorisierung des erwachsenen Denkens in Frage stellt.

## Dritte und vierte Strophe
Die dritte Strophe zeigt weitere Entwicklungen des Kindes hin zum Erwachsenen, und die vierte Strophe gibt Beispiele dafür, was vom Kind im Erwachsenen noch geblieben ist. Die Kraft der Erinnerung deuten die letzten Verse des Gedichts in der vierten Strophe an: „Als das Kind Kind war, warf es einen Stock als Lanze gegen den Baum, und sie zittert da heute noch.“ Hier wird ein Gefühl des Erzählens zum Ausdruck gebracht, das Erinnerungen erhalten und die gegenwärtige Identität des Menschen aus der Vergangenheit erschaffen kann.

## Umsetzung des Gedichts im Film
Das Lied vom Kindsein zieht sich als Leitmotiv durch den gesamten Film, die einzelnen Strophen wurden jeweils gesondert eingespielt. Im Film ruft der hohe Anteil an innerer Figurenrede den Effekt einer Vielstimmigkeit hervor, was ebenfalls an die Duineser Elegien erinnert. Die vom Germanisten Manfred Engel für die Duineser Elegien festgestellte Appellstruktur, die sich in einer häufigen Ansprache eines „Du“ und einem Wechsel vom „Ich“ zum „Wir“ äußert, findet sich als Gestus des Kollektiven in der Sprache der Engel, die das Gedicht rezitieren, auch im Film. Weitere Texte, auf die der Film sich bezieht, sind Prolog für eine Liebe, Anrufung der Welt (beide 1987) und Das Gewicht der Welt (1977) von Peter Handke, Über den Begriff der Geschichte (1940) von Walter Benjamin und die Odyssee (ca. 8. Jahrhundert v. Chr.) von Homer.
Handkes Texte lieferten für den Film literarische Orientierungen, die annähernd im Rahmen einer Improvisation mit einfachen Mitteln und im Lauf der Produktion eingearbeitet wurden. Die Art und Weise, wie Handkes Gedichte im Film aufgenommen werden, nennt man „intermedial“: Der Film gibt in gewisser Weise die Struktur der Versform und die lyrische Form wieder. Der Regisseur lässt sich von der Lyrik inspirieren. Das Bild eines Gedichts und dessen musikalischer Vortrag bestimmen die Eingangsszene des Films. Viele Sequenzen und Szenen des Films zeigen auf diese Weise einen poetischen Blick auf die Welt. Nicht die Nachahmung der stofflich-formalen Grundlage der Gedichte steht im Vordergrund, sondern ihre sprachlich-strukturelle Funktion. Der Film gleicht einem verbildlichten Gedicht.
Die erste Aufnahme des Films zeigt das Gedicht, das vom Engel Damiel (Bruno Ganz) rezitiert wird, während eine Hand das Gedicht schreibt. Dass das Gedicht teilweise zu lesen und teilweise zu hören ist, gilt als untypisch philosophisch für das Medium Film.
In dieser Szene zeigen sich viele Interpretationsmöglichkeiten zu Handkes mystischem Sprachbegriff. In der ersten Szene weiß der Zuschauer noch nicht, wessen Hand er sieht und wessen Stimme er hört. Der Sprecher mit seinen philosophischen Reflexionen scheint hier selbst in einen kindlichen Zustand einzutreten und die erwachsene Art der Kommunikation zu verlassen. Die Nahaufnahme der Hand, die den Füllfederhalter über ein Blatt Papier bewegt, ist eine Perspektive, die der Zuschauer sofort teilt, als ob er selbst die Worte schreibt und sagt.
Das Schreiben des Gedichts zu Beginn des Films kann auch als Darstellung des Übergangs vom Geschriebenen (Handke) zum Gefilmten (Wenders) verstanden werden. Das Schreiben verwandelt sich in das bewegte Bild des Films. Die Verbindung zwischen Sprache und Bild, Schriftsteller und Filmemacher wird durch das Thema der Kindheit geschaffen, das für Wenders und Handke gleichermaßen von Bedeutung ist.
Lebensfrohes Kindsein und eine beseelte Welt, in der alle Seelen eins sind, wird nicht nur verstanden als individuelle Lebenserfahrung, sondern als ein Zustand ohne Urteil, eine aufmerksame Art der Erfahrung der Welt, die offen für die Welt ist, nicht urteilt und interpretiert. Das Schreiben selbst ist das Mittel, die Beobachtungen und Erinnerungen zu bewahren und damit diesen Zustand des Kindseins.
Die verschiedenen Perspektiven des Films zwischen Kind und Publikum erzeugen für den Zuschauer die Wahrnehmung eines Kindes und der Unschuld. Wim Wenders zeigt hier auch das Potential des Kinos, zwischen Wort und Bild und dem Irdischen und Transzendenten zu vermitteln. Die Figur der Kinder (die zugleich Erwachsene sein können, die sich an ihre Kindheit erinnern) steht dem Mythos näher als der Wirklichkeit und erscheint eher als Archetyp der Erinnerung. Das wird an der Behandlung der Engel als Metapher im Film deutlich. Einer kindlichen Wahrnehmung der Welt, die unter dem Zeichen der Zeitlosigkeit und der Utopie steht, entspricht im Film die Welt der Engel, die außerhalb der Welt schweben. Die enge Beziehung von Kindern und Engeln entsteht auch dadurch, dass sie eine gemeinsame Wahrnehmung ihrer selbst und dadurch auch der Welt haben, die den ganzen Film hindurch beschworen wird. Das Fehlen einer kindlichen Identität vor der Ich-Bildung und die psychische Entwicklung, wie die zweite Strophe sie beschreibt, findet aber auch eine Entsprechung im Zustand der Nicht-Differenzierung, die die Engel charakterisiert. Sie sind nicht auf eine spirituelle Metapher reduzierbar. Die sichtbare Inszenierung der Engel und ihrer Erzählungen haben eine symbolische Dimension.
Der Kontrast zwischen den Engeln, die im Himmel über Berlin das Lied vom Kindsein rezitieren, und dem Realismus von Peter Falk mit einfachen Dingen wie Zigarette, Kaffeebecher und Imbissbude, vereint die Differenzen von hohem und niedrigem Ton, von Pathos und Komödie, Transzendenz und Immanenz, wie sie Niklas Luhmann beschrieb: Kommunikation sei immer dann religiös, wenn sie Immanentes unter dem Gesichtspunkt der Transzendenz betrachtet.

## Sonstiges
Die Fragen der vergangenen Kindheit, die sich unbeantwortet in einer verblassenden Vergangenheit befinden, werden auch im Zusammenhang mit der Psychoanalyse und Carl Gustav Jung genannt.
Das Gedicht wird auch zur Veranschaulichung von Fragen nach Zeit, Raum, Subjekt und Objekt in der Metaphysik genutzt.
Die Philosophin Babette Babich, eine Schülerin des Philosophen Hans-Georg Gadamer, nennt das Gedicht zur Erörterung der Frage nach der Beziehung von Ethik, Hermeneutik und Existenzphilosophie.
In Verbindung mit Fragen nach persönlicher Identität und der Beziehung zum Anderen wird das Gedicht bezugnehmend auf Heidegger und Gilles Deleuze untersucht.
Auch zur Veranschaulichung tugendethischer philosophischer Fragen wird das Gedicht genannt, wie zum Beispiel im Zusammenhang mit Alasdair MacIntyre, der das Wesen des menschlichen Handelns und der menschlichen Identität untersuchte und auf die Frage, worin die Einheit eines individuellen Lebens bestehe antwortete, dass eine mögliche Antwort die Einheit einer narrativen Suche sei.
Der Philosoph Byung-Chul Han zitierte es als großer Fan von Handke in einem Interview.